# ナレッジコミュニティ
ナレッジコミュニティは直訳すれば知識共同体である。用語の持つ意味は幅広いが、日本ではインターネットのコミュニティ型のQ&Aサイトや、企業内の実践コミュニティ（コミュニティ・オブ・プラクティス）の別名として使われることが多い。この他にオープンソースのコミュニティやウィキペディアなどもナレッジコミュニティの例として紹介される場合がある。また「知識コミュニティ」や「知識共有コミュニティ」と訳されることもある。

## 歴史
1990年代後半のアメリカ合衆国では不況とリストラにより、社内コミュニティが崩壊し、ベテラン社員が持っていたノウハウなどの知識資産が失われつつあった。その為ナレッジマネジメントを行う企業が増え、野中郁次郎の論文に注目が集まった。一方、日本でも経済発展や都市化により「地縁・血縁」的な村落共同体が崩壊し、「職縁」的な企業内共同体に移行したが、それもバブル崩壊やリストラにより崩壊しつつあった。新しい共同体として期待を集めたのが、インターネットのオンライン・コミュニティである。インターネットには2ちゃんねるのような電子掲示板が現れて、多くの利用者を集めていた。またネット上で知識の共有や創作活動が行われ、オープンソースでApache HTTP ServerやLinuxのようなソフトウェアが生み出された。2ちゃんねるでもJaneが開発されたりした。
2000年頃はインターネット化が急速に進んでいた。例えば日本では1998年に32.6％だったパソコンの世帯普及率が2002年までに71.7％に倍増し、インターネットの世帯普及率は13.4％から54.5％に急上昇した。企業にとってインターネット利用者の急増はチャンスでもあり危機でもあった。例えば顧客から大量のメールが届けば、対応するための人件費は膨大である。また情報格差を利益の源泉としていたのに、インターネット化によって格差が縮小すれば、ビジネスモデルの変更が必要になる。新しい利益の源泉はインターネット上の膨大なテキストデータや社員の暗黙知から生み出される「知恵」だと言われていた。企業はデータを検索して価値のある情報を自動的に探す仕組みを作ったり、コミュニティ・オブ・プラクティスを作って、社内コミュニティの再建を図らなければならなかった。アメリカのIT企業は日本の経営ノウハウを研究してERPパッケージとしてソフトウェア化していたので、日本企業もソフトを輸入して、ノウハウを逆輸入した。またQ&Aサイトが現れて、社外の顧客対応や社内のナレッジマネジメントに利用された。
Q&Aサイトは質問によって暗黙知を引き出して文章化するので、日経テレコン21のようなデータベース型の情報共有・ナレッジマネジメントより効果が高いと思われていた。またQ&Aサイトは市場原理によって質問と回答をマッチングして、知恵を取引するナレッジマーケットとしても期待されていた。しかし2000年代後半のウェブ2.0時代には、群衆の知恵やConsumer Generated Media（ユーザー生成コンテンツ）としての側面に注目が集まった。